# 6071 Sakitama
6071 Sakitama eller 1992 AS1 är en asteroid i huvudbältet som upptäcktes den 4 januari 1992 av de båda japanska astronomerna Tsutomu Hioki och Shuji Hayakawa i Okutama. Den är uppkallad efter Sakitama i den japanska staden Gyōda.
Asteroiden har en diameter på ungefär 9 kilometer.